# Vorstengraf

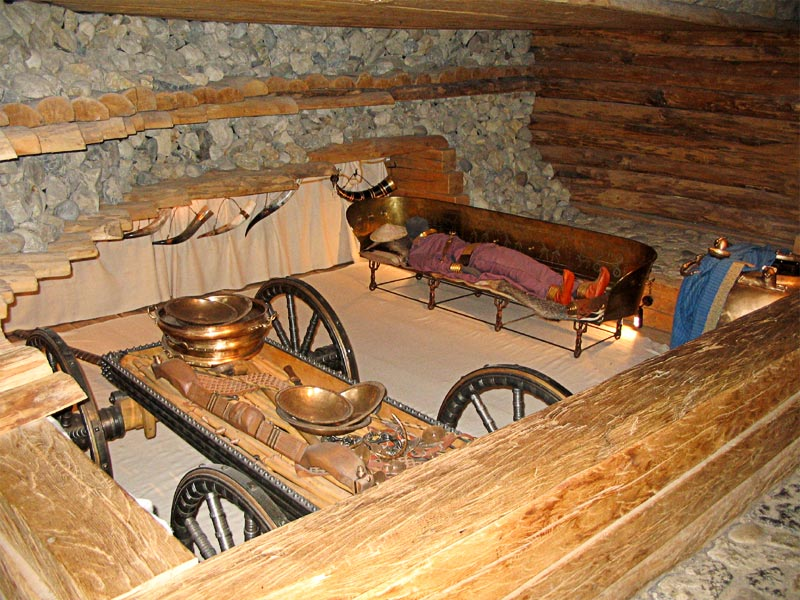
Reconstructie van de grafkamer van het Vorstengraf (Hochdorf) in het Keltenmuseum

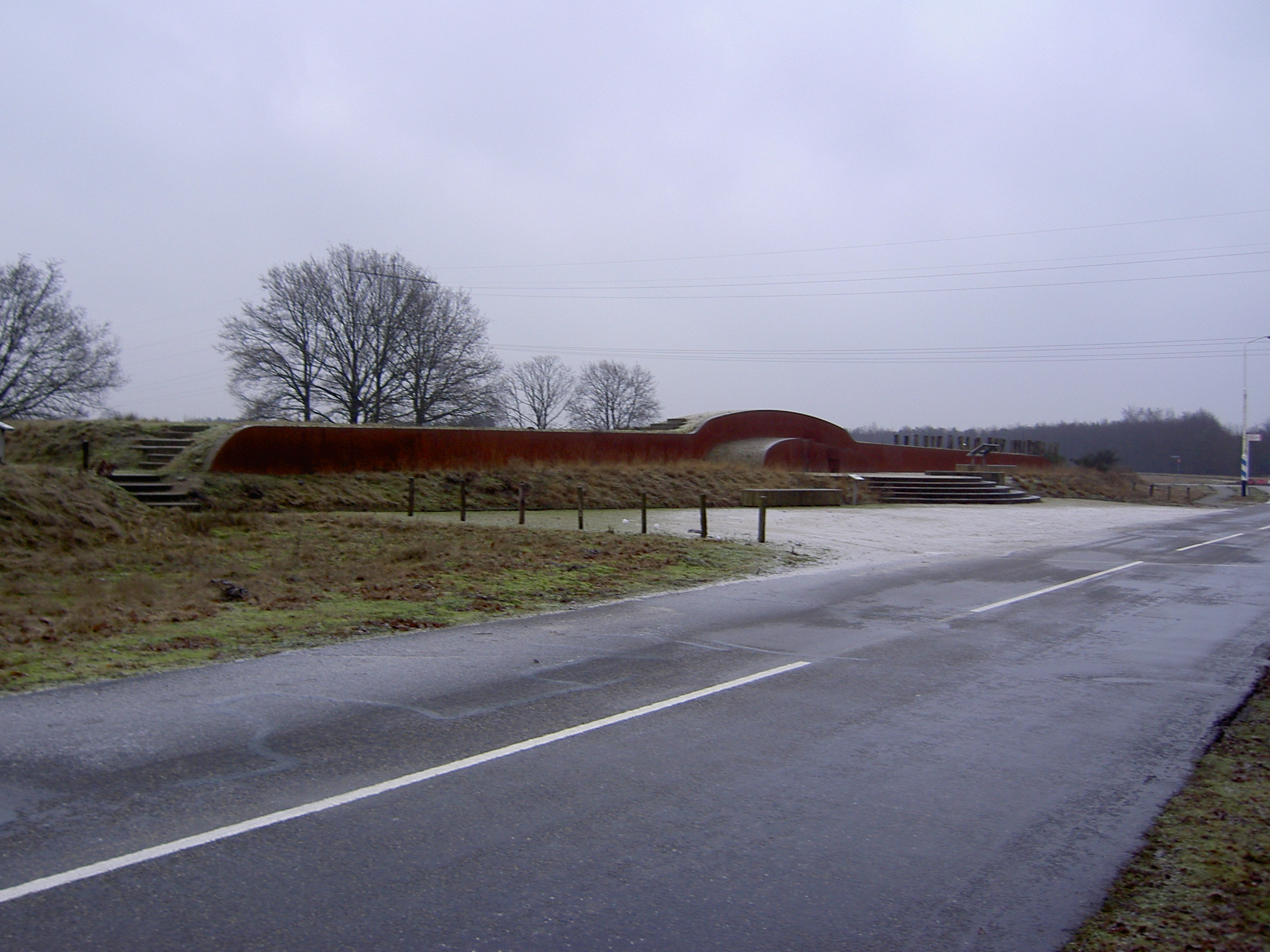
Reconstructie van een gedeelte van het Vorstengraf (Oss)

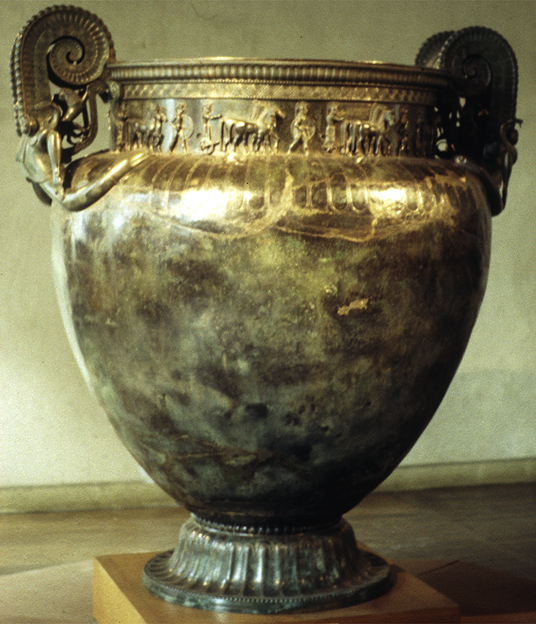
In het Vorstengraf (Vix) werd het grootste Grieks mengvat, dat als grafgift werd meegegeven, aangetroffen

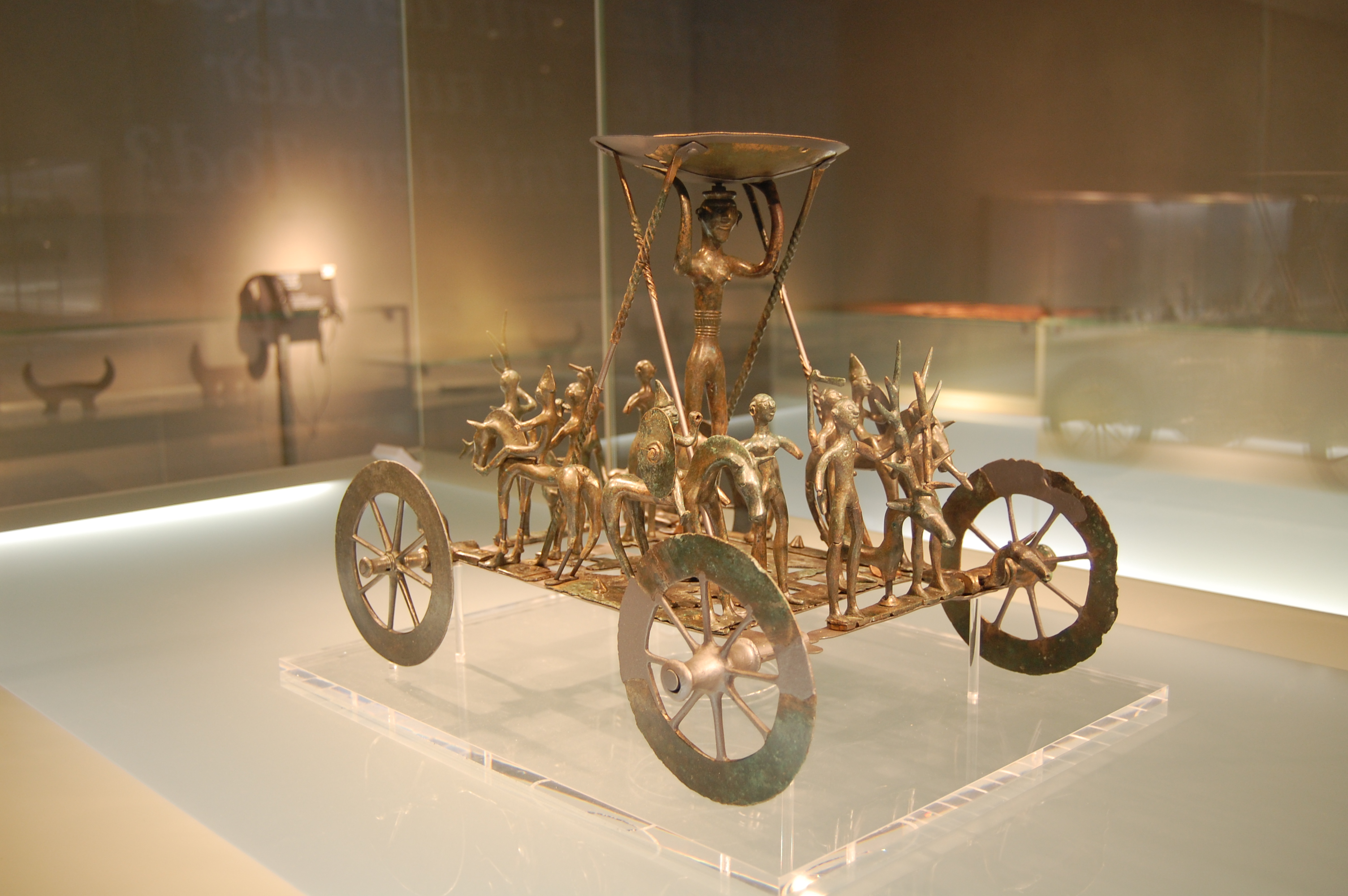
De cultuswagen van Strettweg uit het Vorstengraf (Strettweg); een vrouwenfiguur is omringd door herten en jagers te paard, ze houdt een ketel omhoog, 7e eeuw v.Chr.

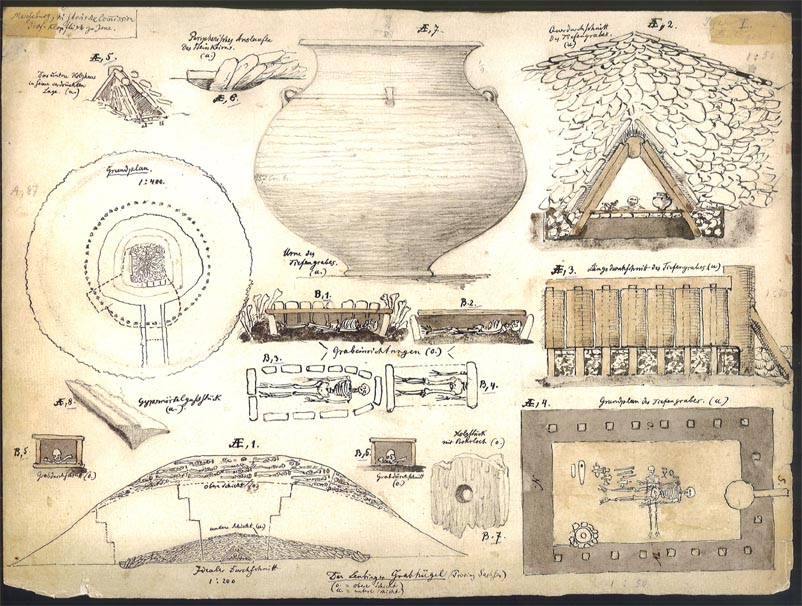
Schets van de opgraving van Vorstengraf (Leubingen)

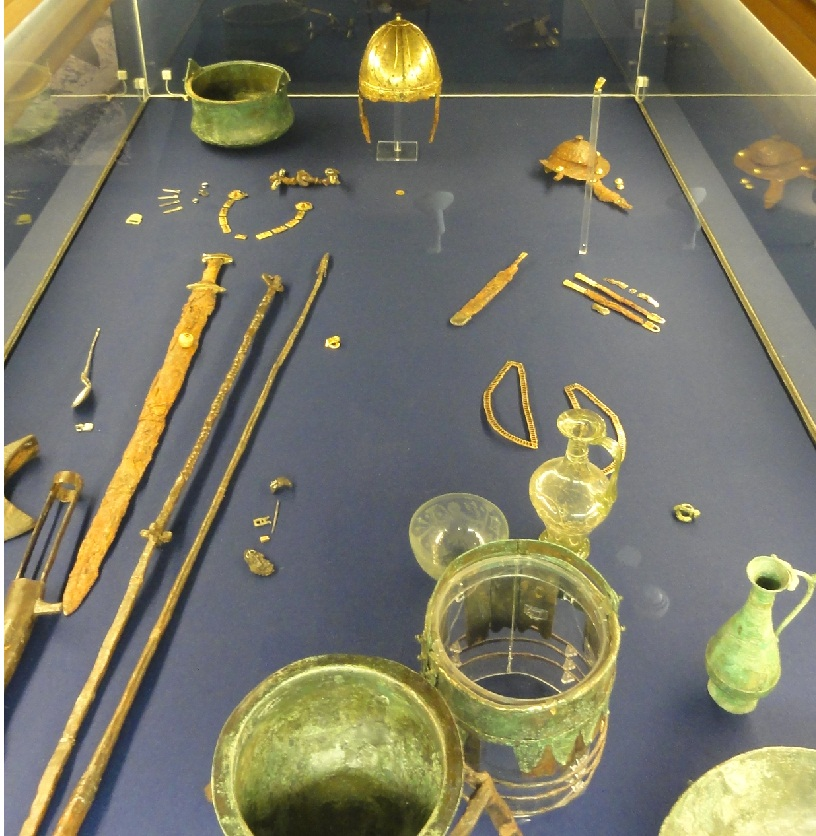
Grafgiften uit het Vorstengraf Arpvar, 1 van de 6 Vorstengraven van Krefeld-Gellep

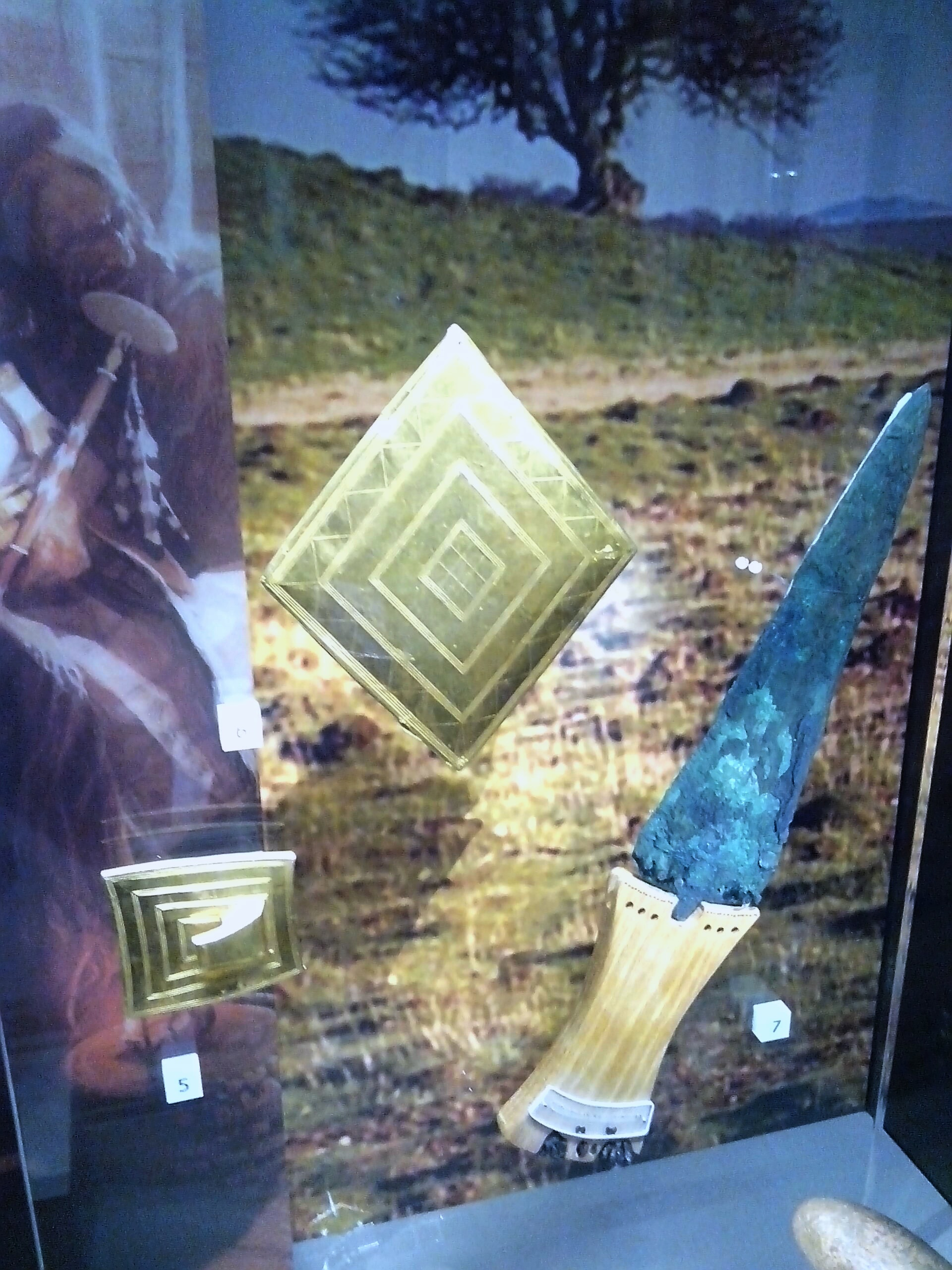
Gouden lozenge, koperen dolk en gouden riemgesp uit de Bush Barrow nabij Stonehenge

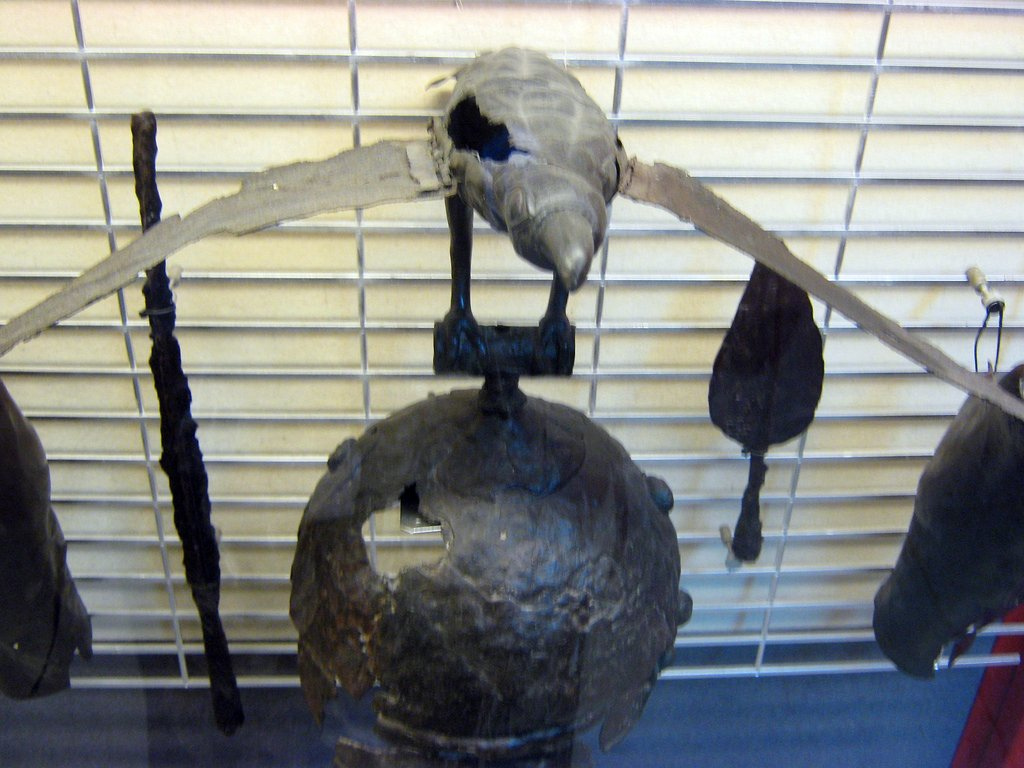
Deze totem-helm met een raaf uit de ijzertijd werd aangetroffen in het Vorstengraf (Ciumești), de helm is gemaakt van ijzer en brons.

Een vorstengraf (ook wel koningsgraf) is de (verouderde) benaming van een type grafheuvel.
Er valt niet met zekerheid te zeggen dat dit type grafheuvel ook daadwerkelijk de laatste rustplaats is van een vorst of vorstin. De rijke grafgiften tonen echter aan dat de persoon hoog in aanzien moet zijn geweest. Ook in andere landen wordt een soortgelijke benaming gebruikt voor deze grafheuvels, zoals Fürstengrab, Fürstinnengrab, Furstegrav, Kings Grave, Kungagrav, Kuninkaanhauta, Chieftain's Tomb, Princely Tomb, Prince's Grave of Princess' Grave. In enkele gevallen gaat het om een scheepsgraf.
Af en toe worden meerdere lichamen gevonden in een vorstengraf. In Duitsland is een vorstengraf gevonden met daarin een lichaam van een jonge vrouw en een kind.

## Nederland
- Vorstengraf (De Hamert)
- Vorstengraf (Hegelsom)
- Vorstengraf (Oss); het gaat hier om twee vorstengraven, waarvan het eerste (van de Vorst van Oss) is ontdekt en onderzocht in 1933 en herontdekt in 1997 en het tweede is onderdeel van De Zevenbergen en werd ontdekt in 2009
- Vorstengraf (Uden) (Vorst van de Maashorst[2])
- Vorstengraf (Rhenen)
- Vorstengraf (Wijchen)

Er zijn ook rijke graven gevonden in Baarlo, Ede en Venlo.

## België
- Vorstengraf (Eigenbilzen), in 1871 werd er een vorstengraf uit de IJzertijd gevonden.

## Duitsland
- Vorstengraf Altengottern
- Vorstengraf Apensen
- Vorstengraf Bad Dürkheim
- Vorstengraf (Glauberg)
- Vorstengraf (Hassleben)
- Vorstengraf Heuneburg; gevonden in de zomer van 2010; aan de hand van de gevonden grafgiften wordt ervan uitgegaan dat het om een 'vorstin' uit de Heuneburg-adel gaat, op 28 december 2010 werd het graf in zijn geheel geborgen[4]
- Vorstengraf (Hochdorf)
- Vorstengraf (Hohmichele)
- Vorstengraf (Krefeld-Gellep); 6 vorstengraven
- Vorstengraf (Kleinaspergle)
- Vorstengraf (Leubingen)
- Vorstengraf (Lüneburger Heide)
- Vorstengraf (Magdalenenberg)
- Vorstengraf (Moserstein)
- Vorstengraf (Reinheim)
- Vorstengraf (Schwarzenbach); 2 vorstengraven nabij Idar-Oberstein
- Vorstengraf (Trichtingen)
- Vorstengraf (Waldalgesheim)
- Vorstengraf Weiskirchen; 2 vorstengraven (gevonden in 1851 en 1866)
- Vorstengraf (Wittislingen)
- Magdalenenberg bij Villingen-Schwenningen
- Königsgrab von Seddin
- Vorstengraf Planig in Rijn-Hessen
- Königsgrab von Groß Berßen

## Frankrijk
- Vorstengraf (Vix)
- Vorstengraf bij Troyes[5] Er is een vorstengrafveld ontdekt bij Bucheres. De graven worden gedateerd tussen 325 v.Chr. en 260. en worden toegeschreven aan de La Tène-cultuur.
- Vorstengraf bij Bourges
- Vorstengraf bij Lavau[6]
- Vorstengraf bij Chaouilley (graf 20)

## Oostenrijk
- Vorstengraf (Strettweg)
- Vorstengraven (Dürnberg) - diverse Vorstengraven nabij een zoutmijn in Dürnberg

## Tsjechië
- Vorstengraf (Mušov)
- Vorstengraf (Blučina)
- Vorstengraf Chlum

## Zwitserland
- Vorstengraf (Mormont)
- Vorstengraf (Sonnenbühl)

## Denemarken
- Vorstengraf (Hoby) (Lolland)

## Noorwegen
- Vorstengraf (Horg) (nabij Trondheim)

## Verenigd Koninkrijk
- Bush Barrow; bekend als de King of Stonehenge op ongeveer 1 km afstand van Stonehenge
- Devil's Humps
- The Lady of Birdlip; o.a. een bronzen spiegel werd gevonden bij Barrow Wake en is tegenwoordig te zien in het Gloucestershire City Museum, Gloucestershire. In 1879 werden drie skeletten gevonden in deze round barrow.
- De Rillaton Barrow werd in 1837 gevonden. Een van de vondsten, een gouden beker, kwam terecht bij Willem IV van het Verenigd Koninkrijk en werd door George V van het Verenigd Koninkrijk gebruikt in zijn kleedkamer. Pas later werd het belang ingezien en de beker is nu opgenomen in de collectie van het British Museum.
- Op Bryn yr Ellyllon, de Fairies' Hill (feeënheuvel) of Goblins' Hill (orkheuvel), werd in 1833 de Mold gold cape gevonden.
- Sutton Hoo

## Finland
- Kuninkaanhauta

## Zweden

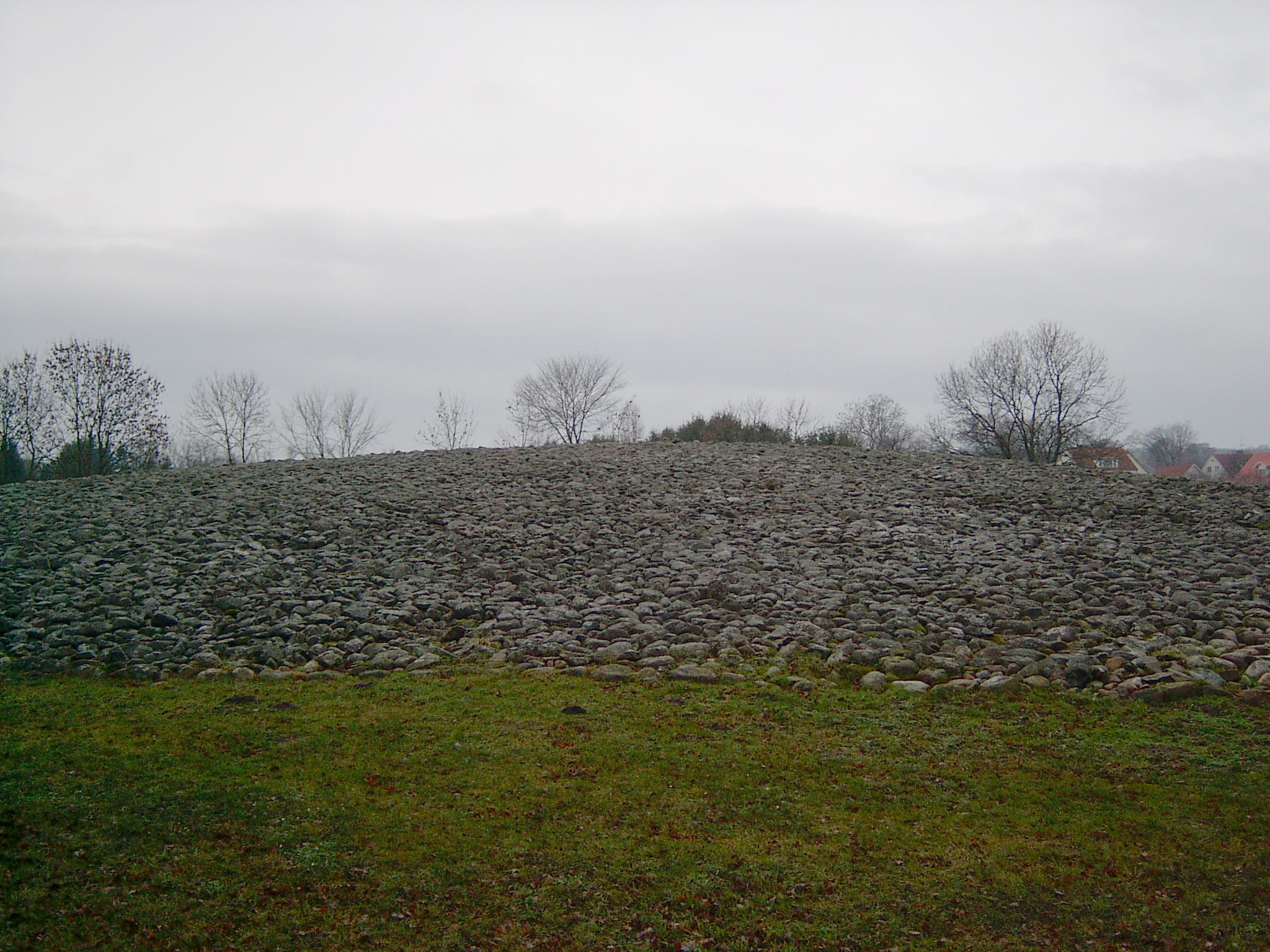
Kiviksgraven

- Kiviksgraven bij Kivik, Kivik Kungagraven of Kungagraven i Kivik
- Hågahögen of Kung Björns hög
- Meerdere vorstengraven in Gamla Uppsala

## Roemenië
- Vorstengraf (Ciumești)

## Afbeeldingen

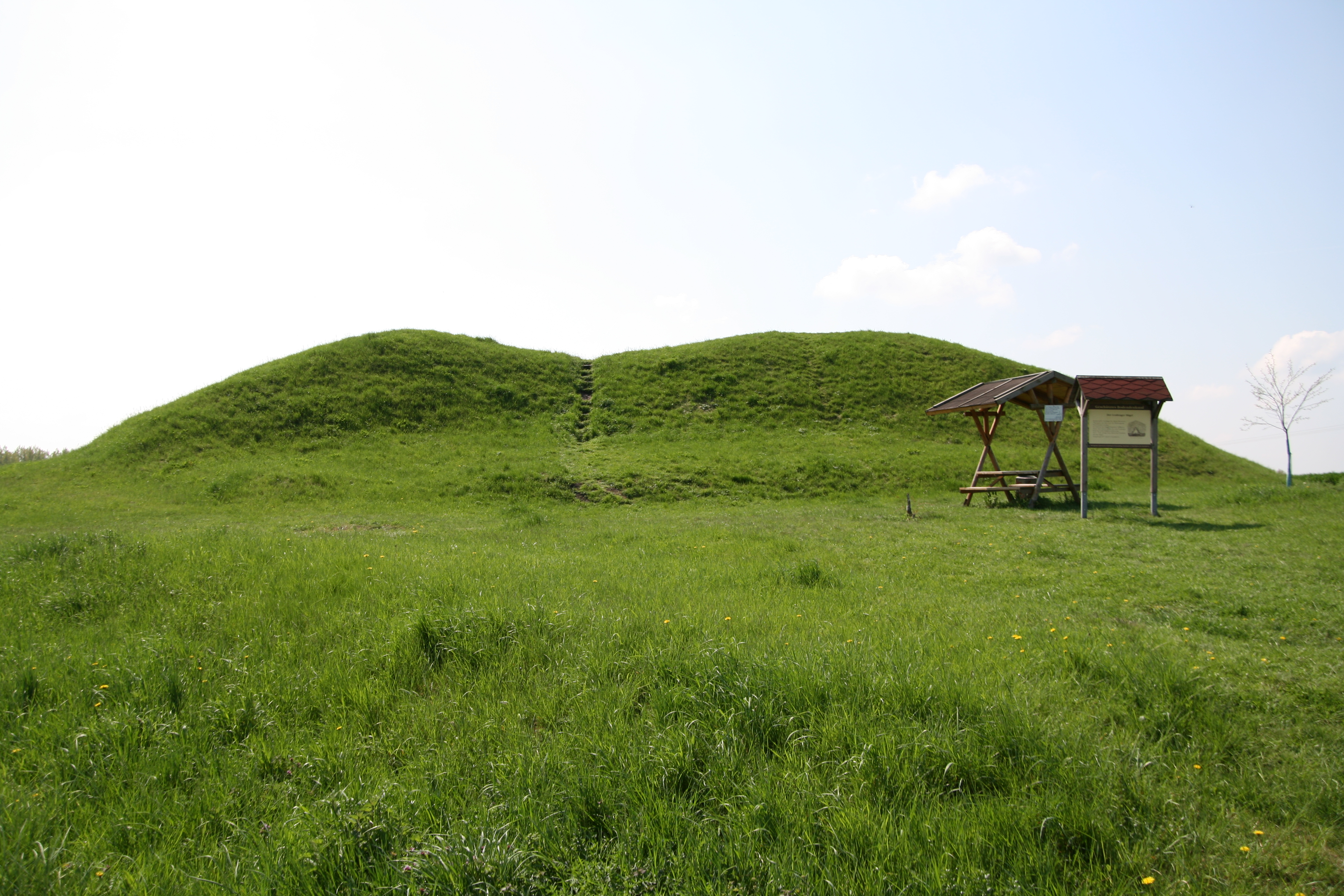
Vorstengraf Leubingen
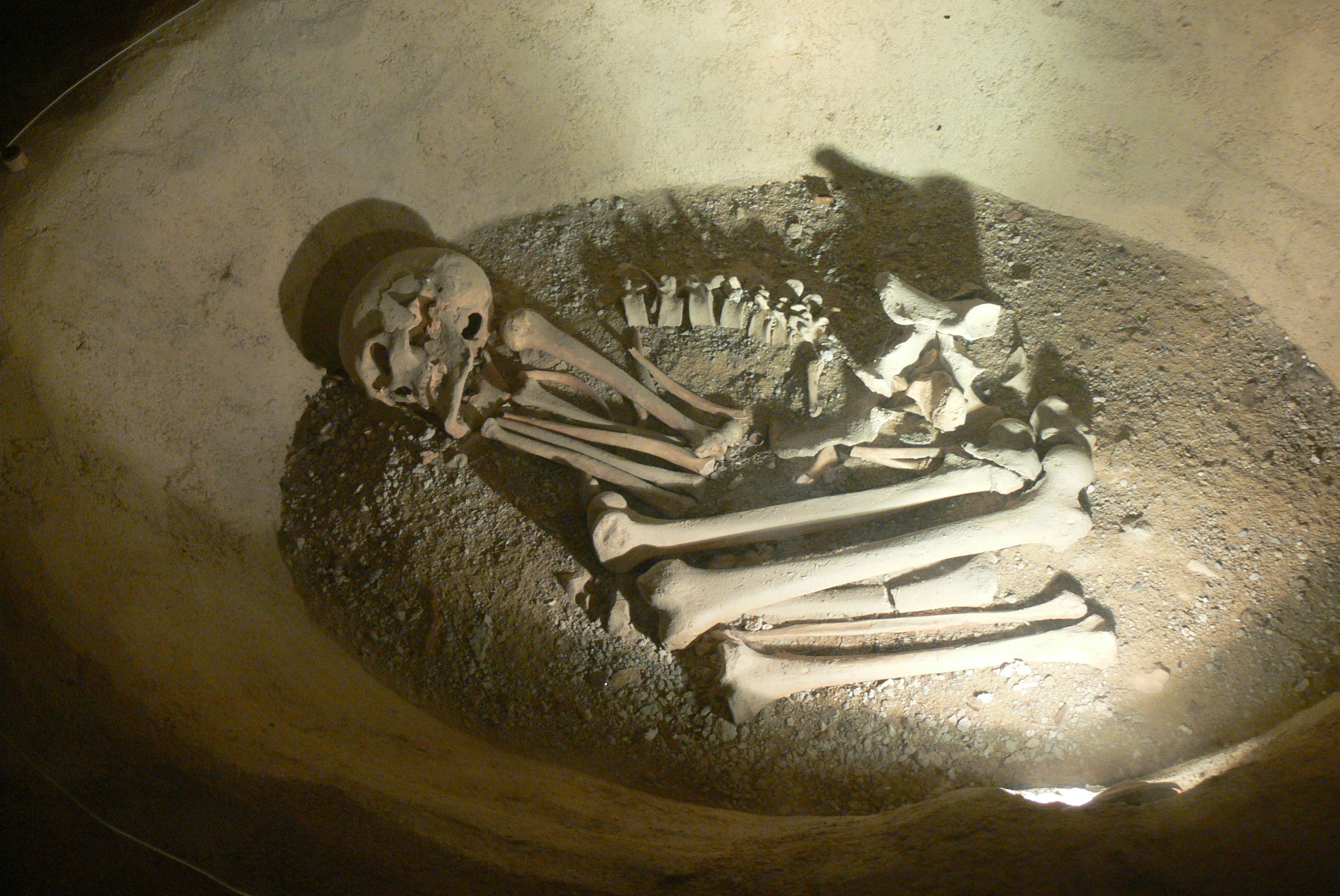
Reconstructie van een Vorstengraf (hurkgraf) in Mitterkirchen im Machland
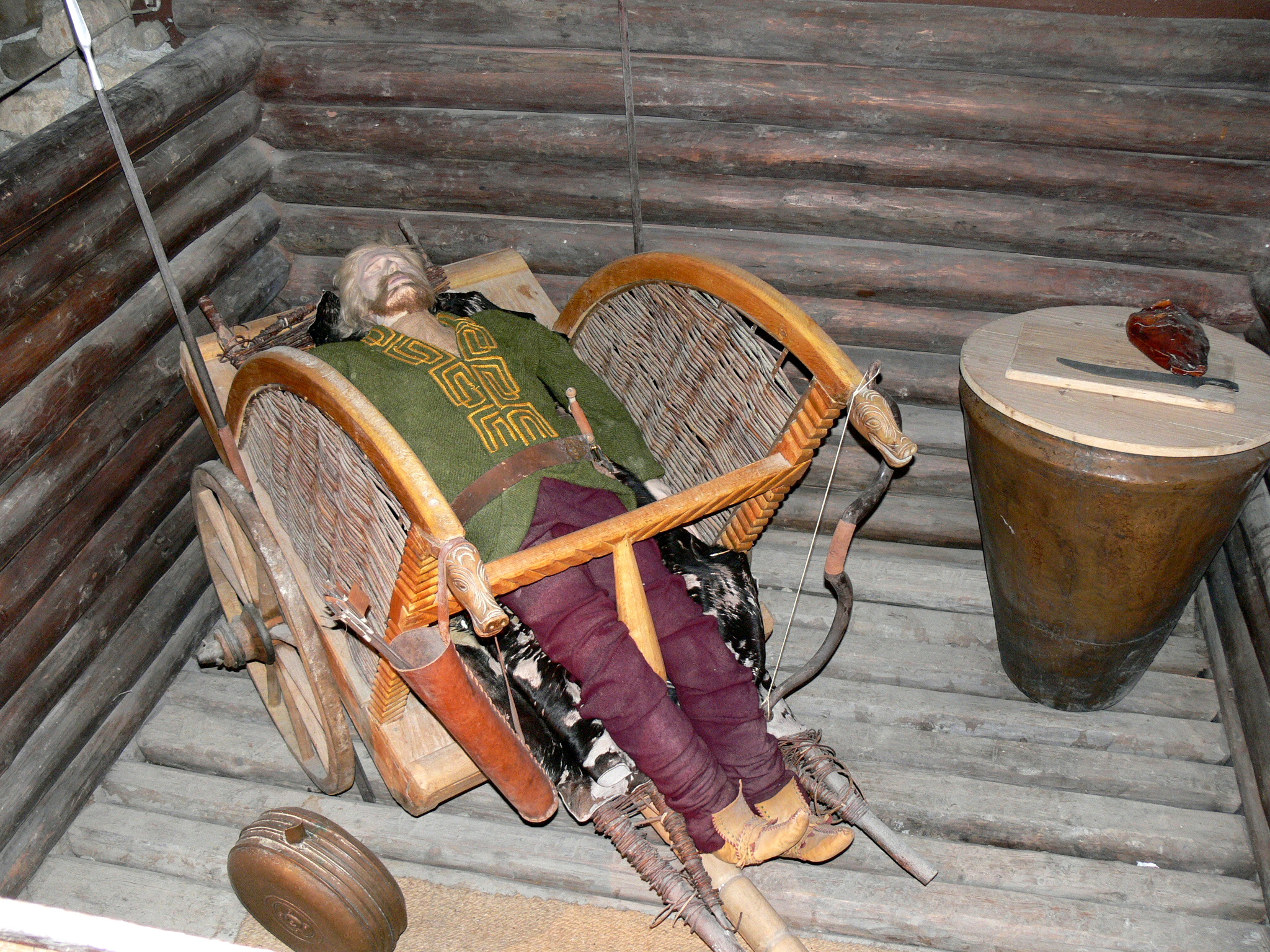
Reconstructie van een Vorstengraf in Dürrnberg
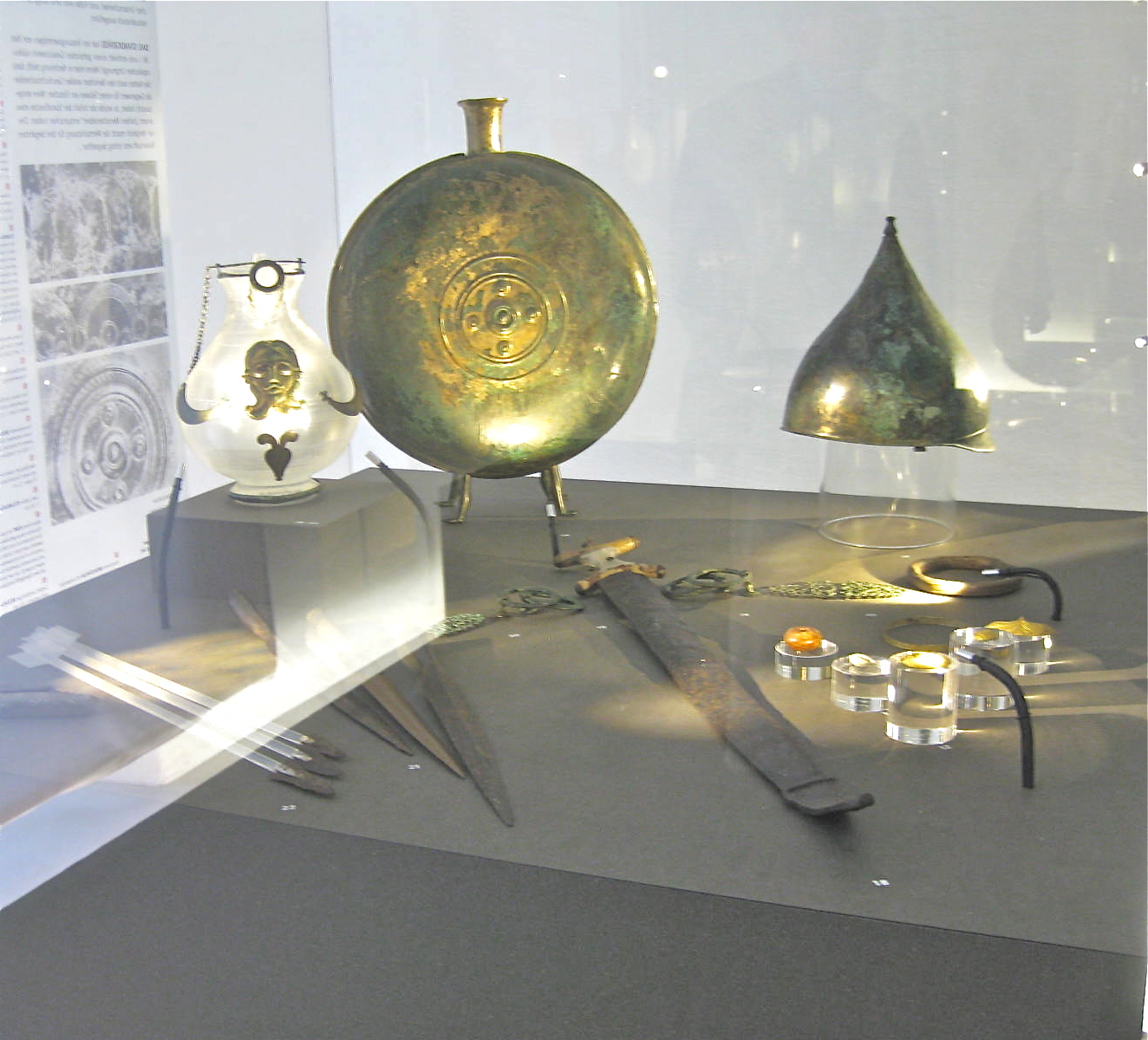
Grafgiften uit het Vorstengraf (Moserstein)
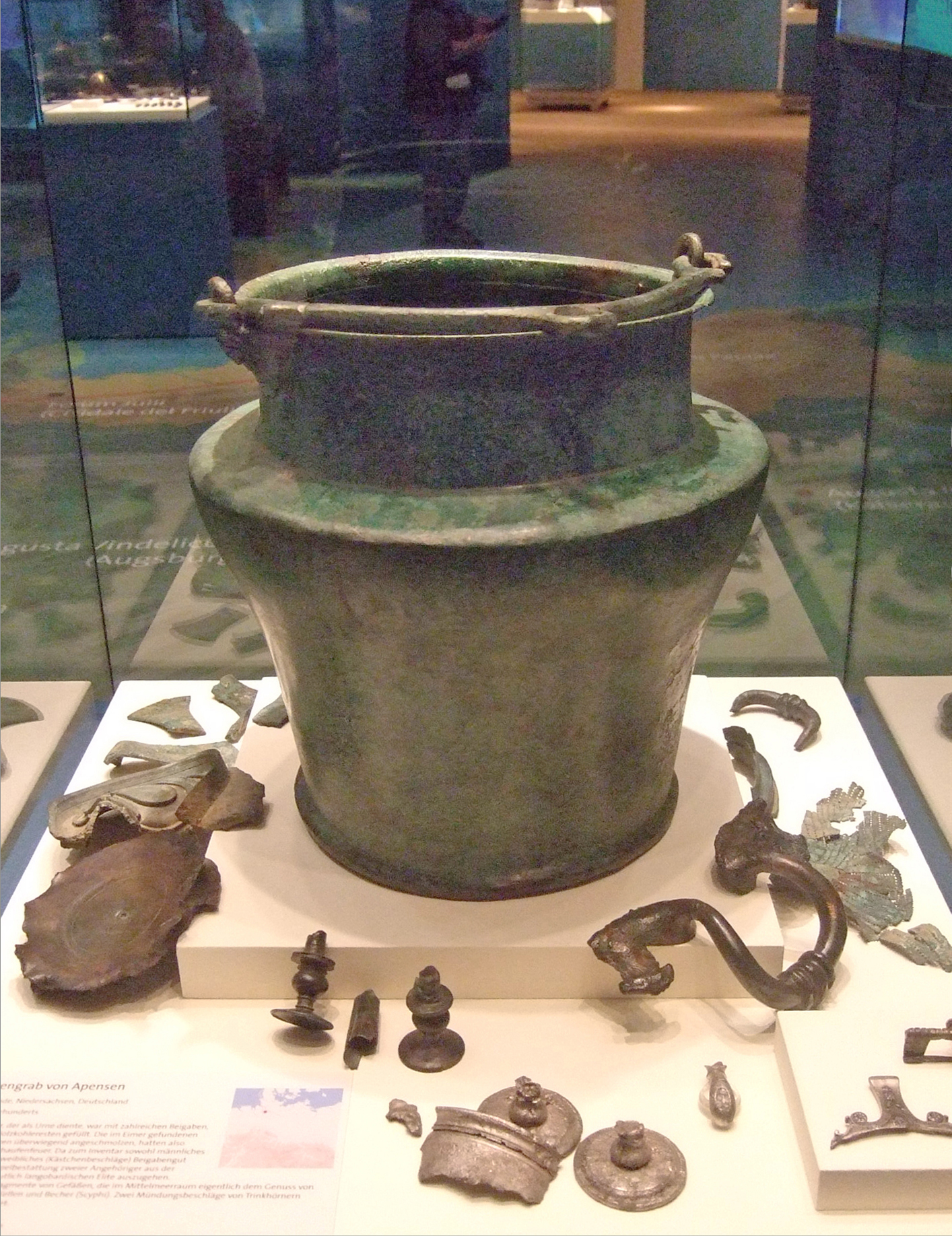
Urn uit het Vorstengraf in Apensen
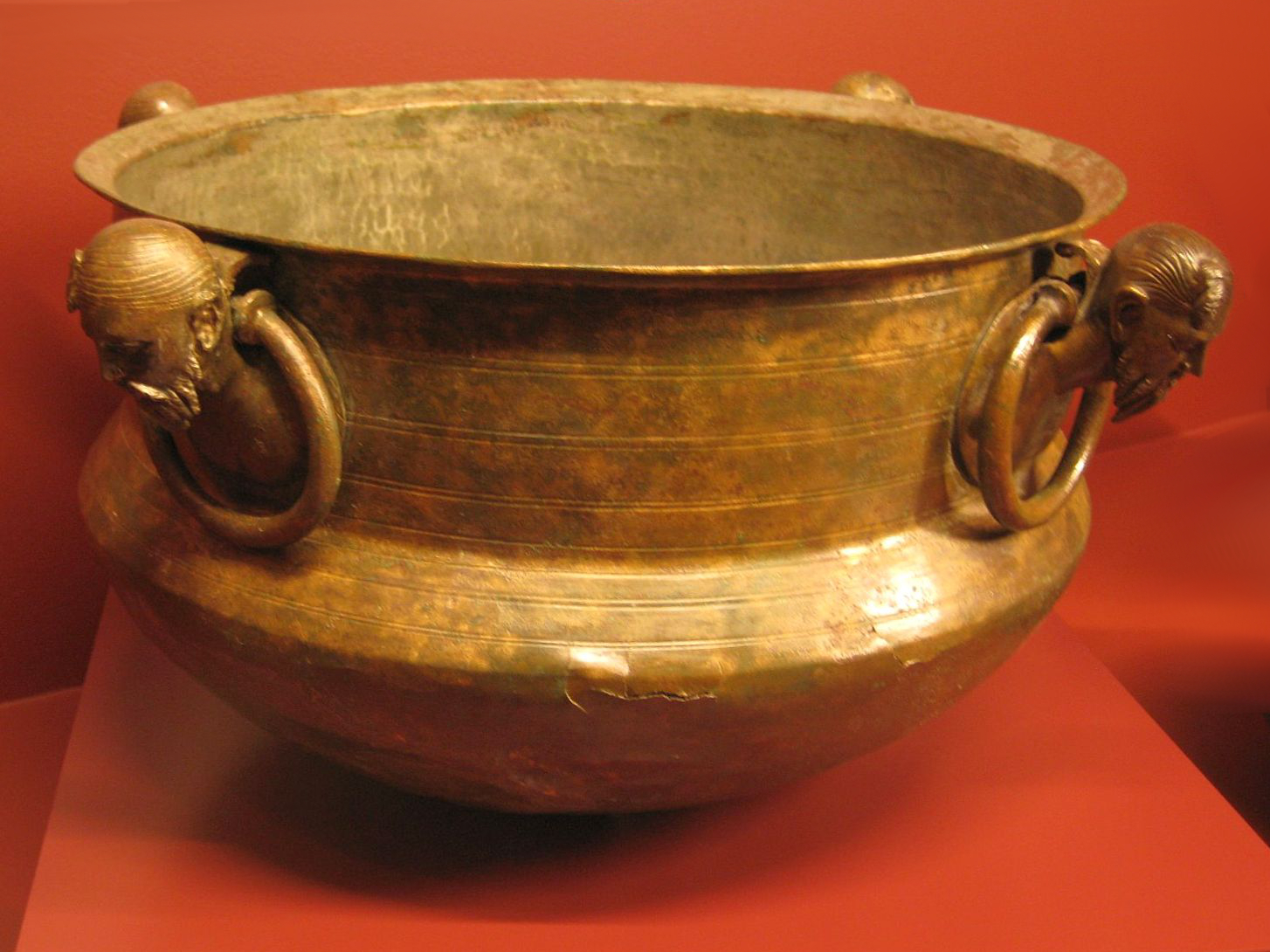
De ketel die werd gevonden in het Vorstengraf (Mušov)
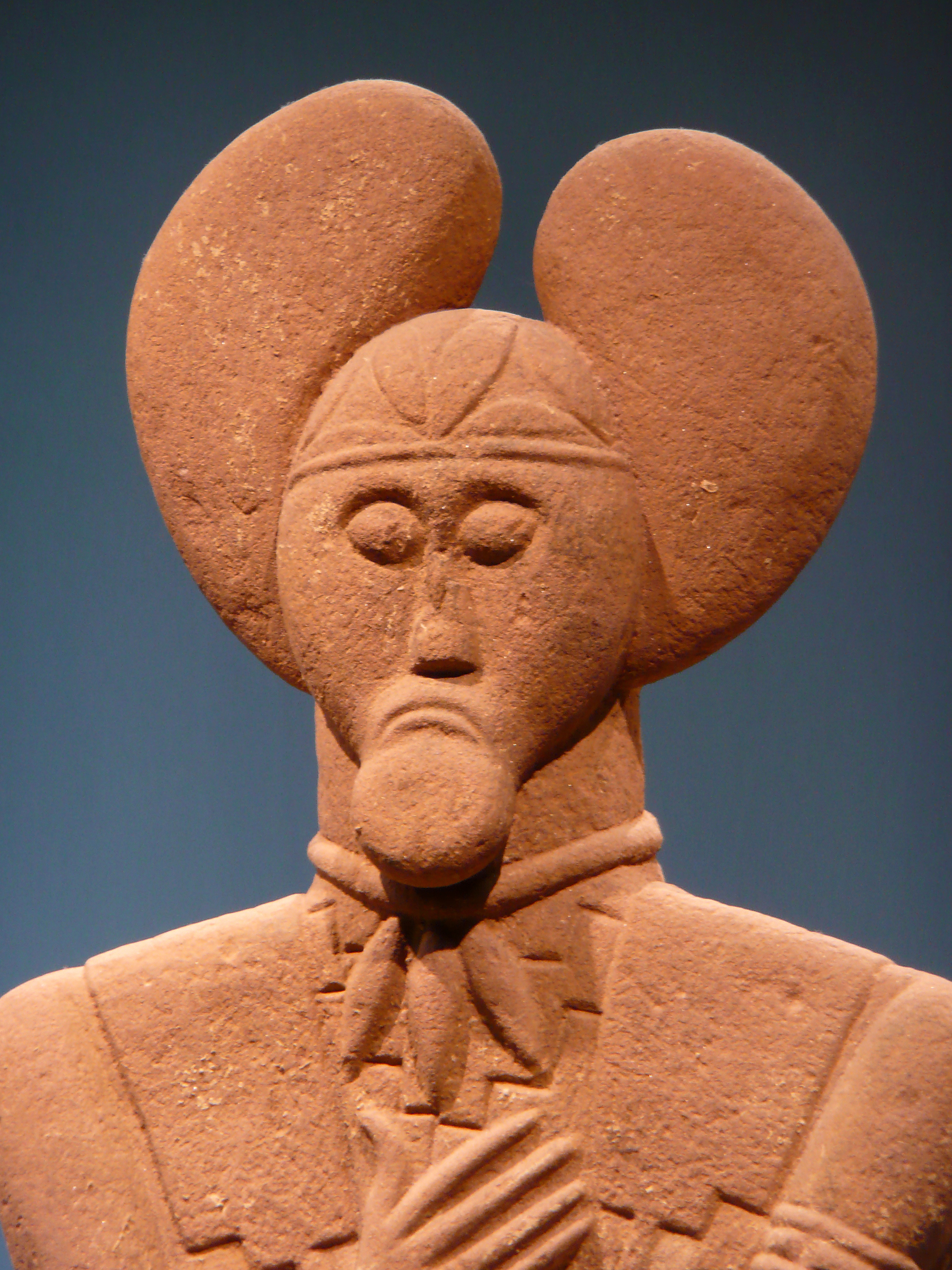
Levensgroot beeld van de vorst van de Glauberg, er stonden vier van deze beelden rond het Vorstengraf (Glauberg)
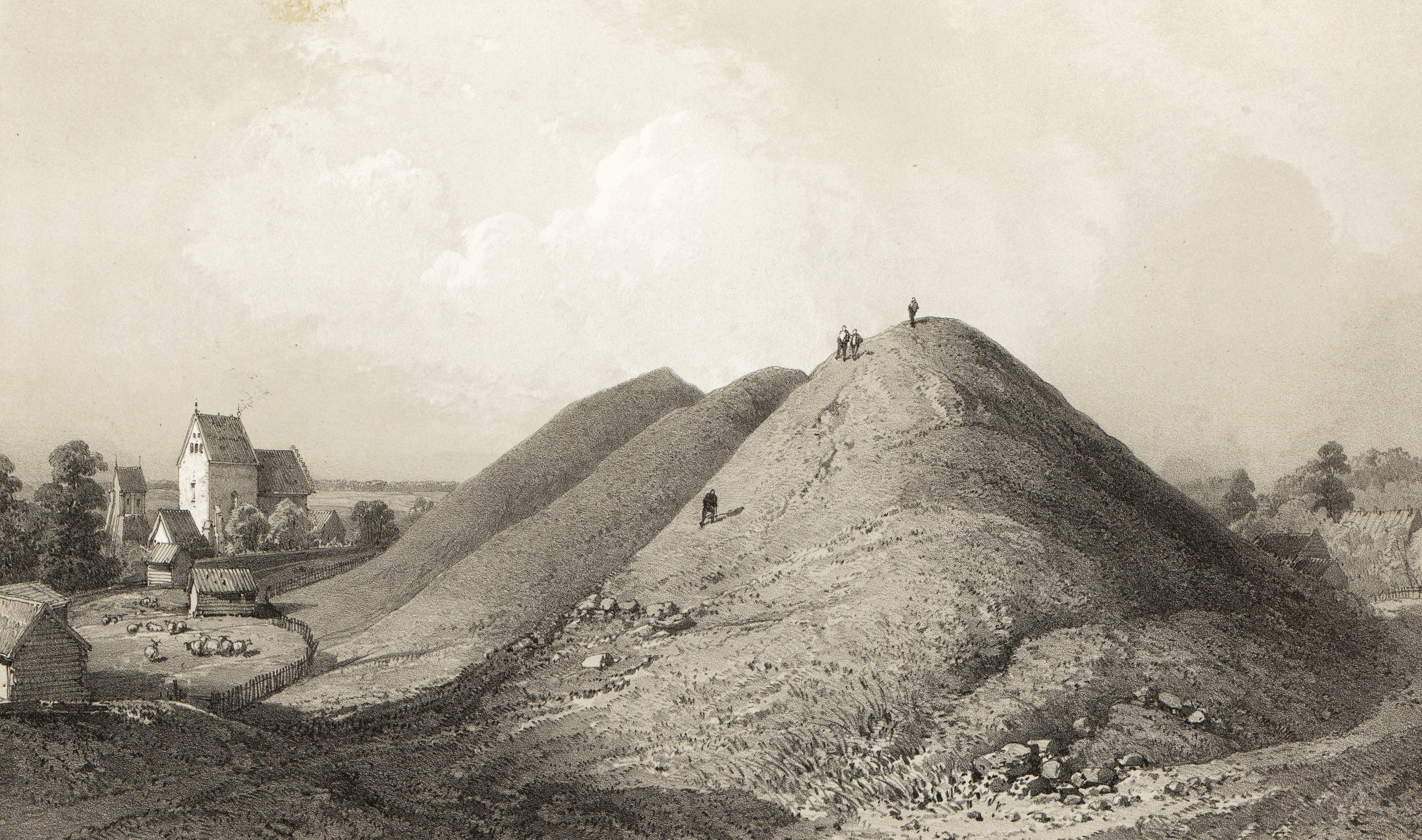
De Vorstengraven in Gamla Uppsala in Voyages de la Commission scientifique du Nord, en Scandinavie, en Laponie, au Spitzberg et aux Feröe, 1852
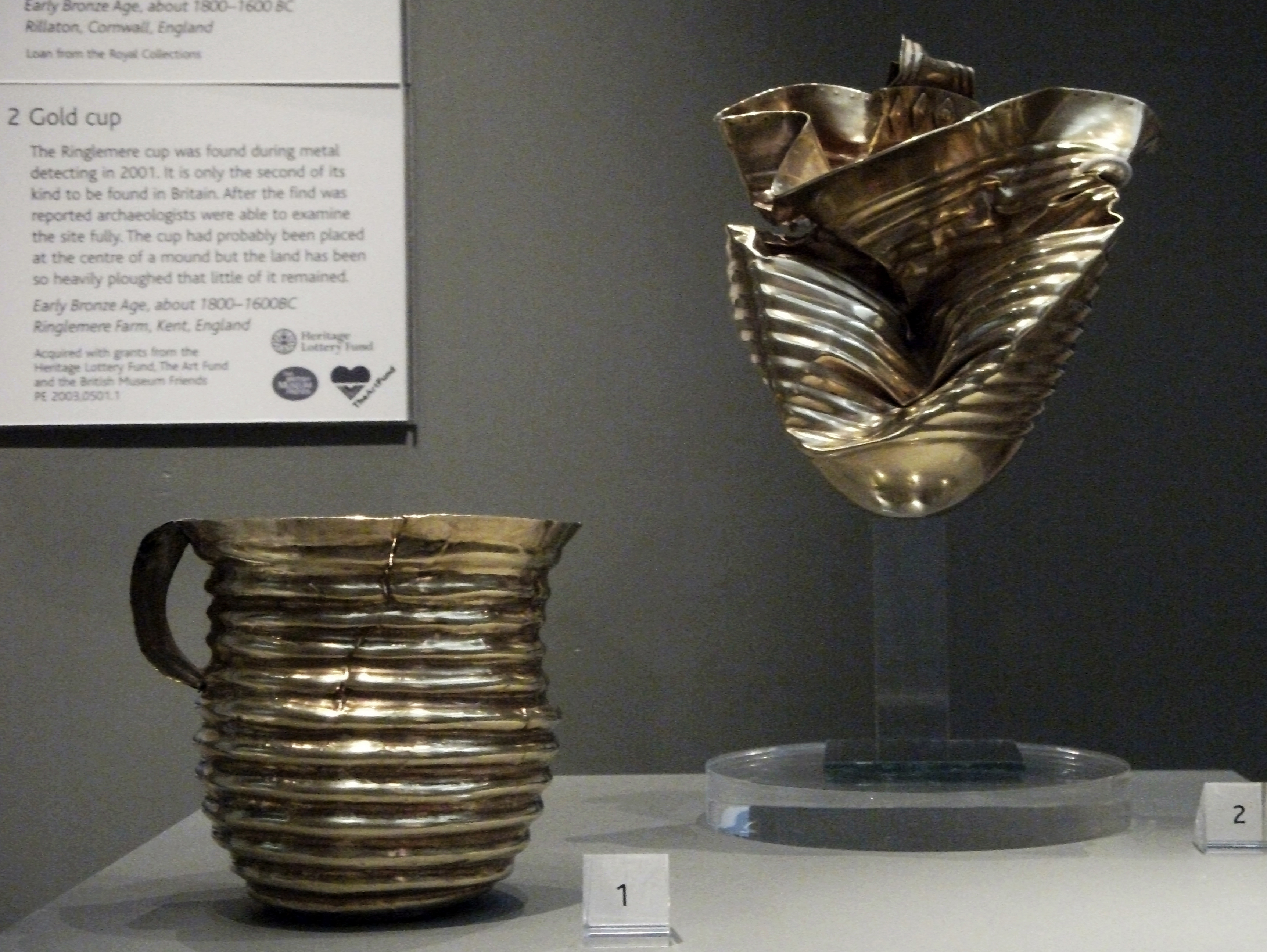
De Rillaton Gold Cup en de Ringlemere Gold Cup
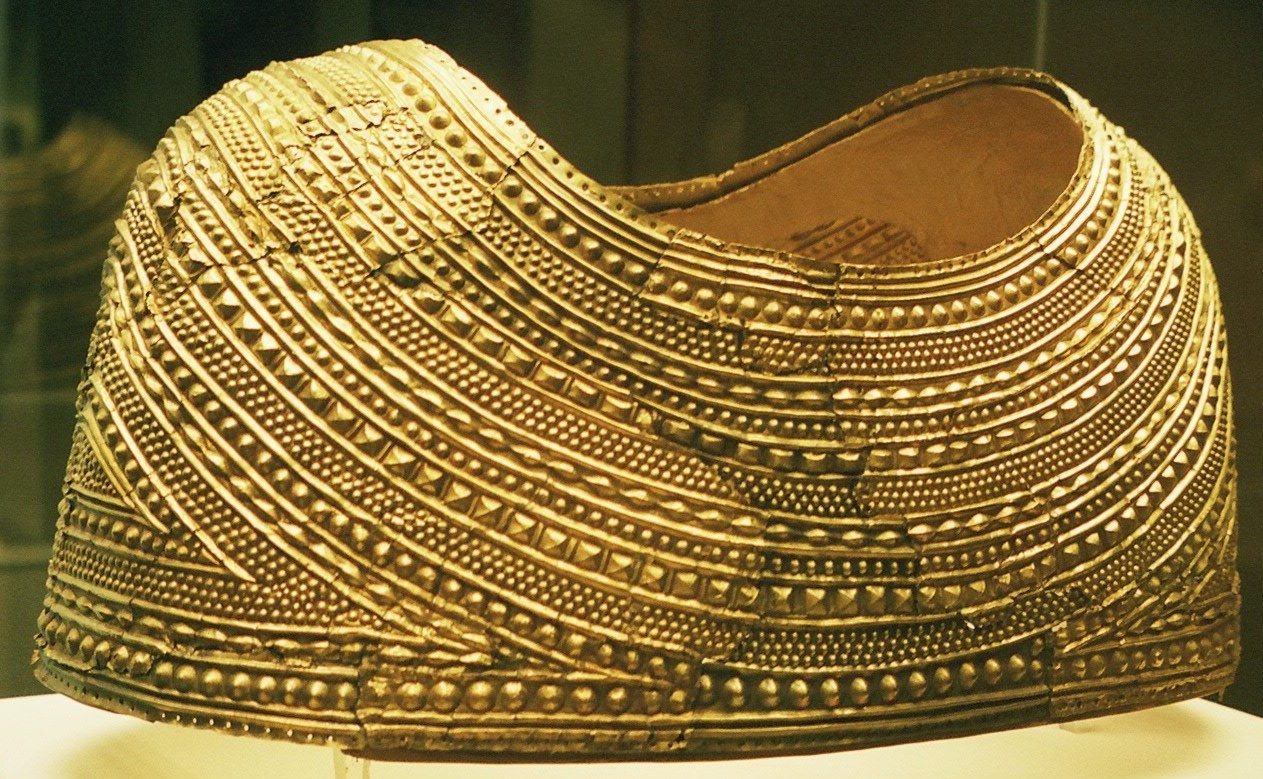
De Mold gold cape
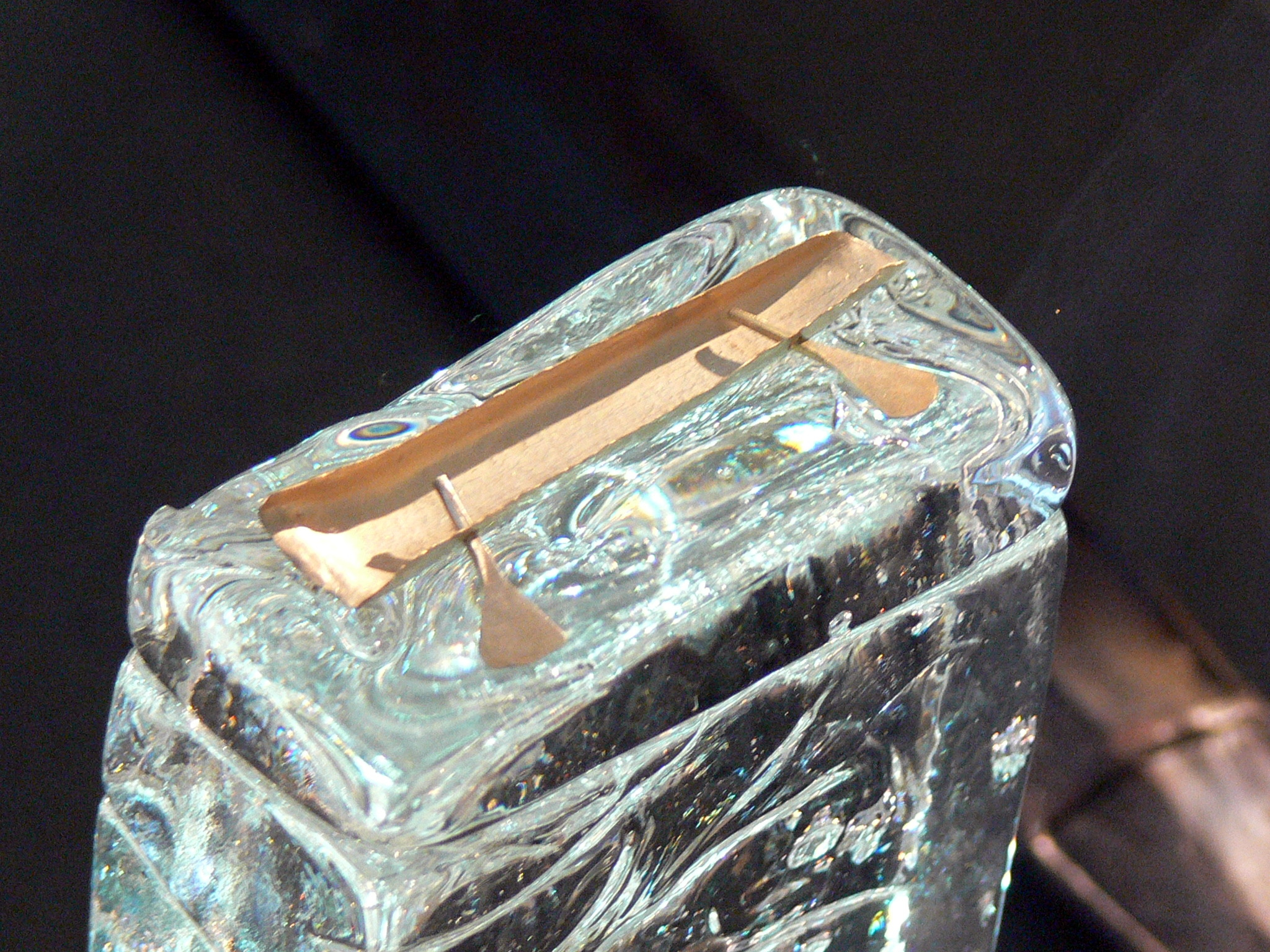
Gouden schip uit de 4e eeuw v.Chr. uit het Vorstengraf (graf 44) bij Moserstein, Keltenmuseum in Hallein
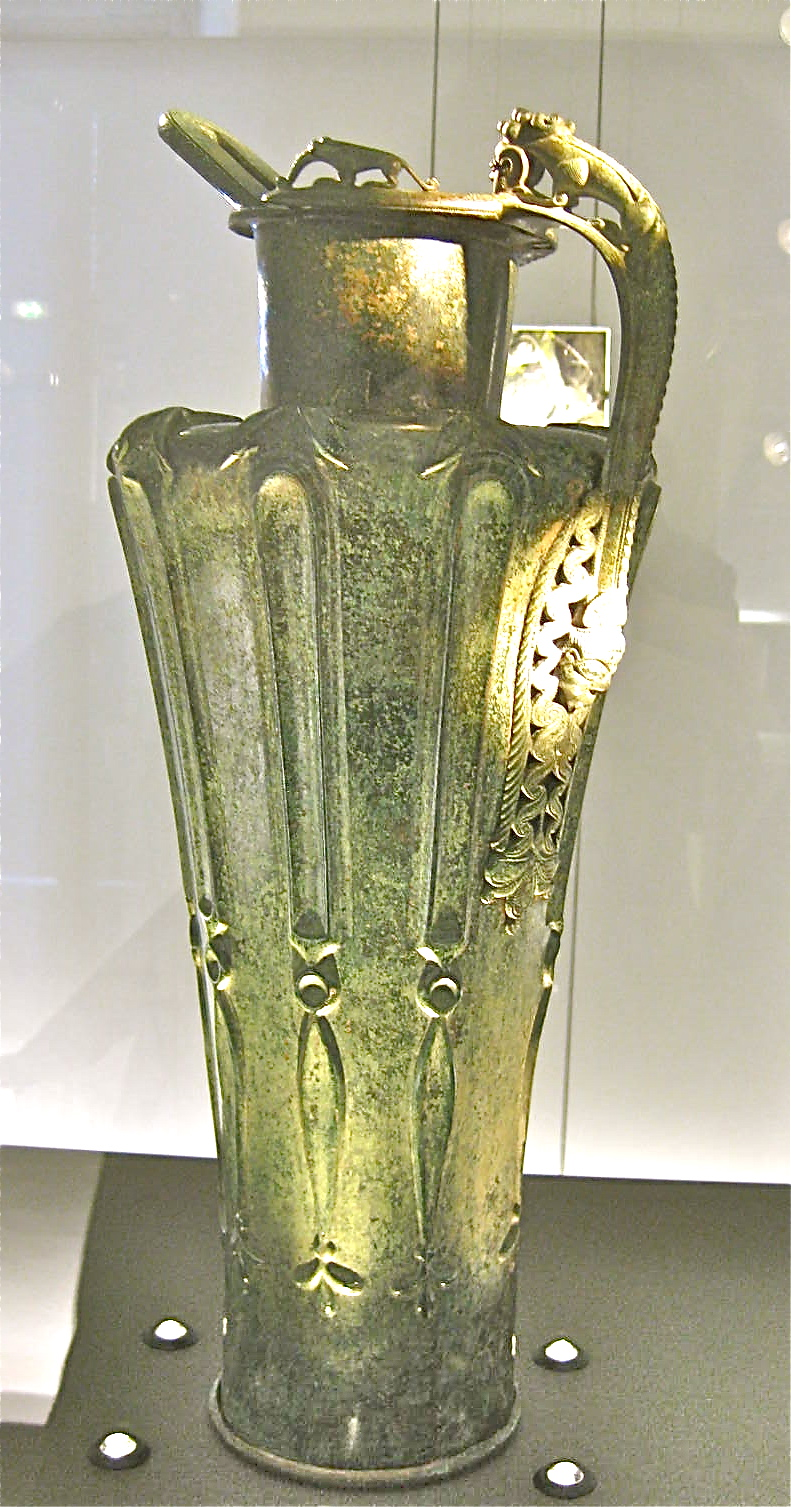
'Schnabelkanne' uit het Vorstengraf 112 bij Dürnberg in Oostenrijk (tegenwoordig in het Keltenmuseum Hallein)